# Herrera de la Mancha. 90-12-29
Herrera de la Mancha. 90-12-29 es el título del primer VHS que publicó el grupo de rock de fusión vasco Negu Gorriak.
Cuando en junio de 1990 apareció Negu Gorriak, el primer álbum del grupo, Fermin e Iñigo Muguruza y Kaki Arkarazo dejaron claro que, por el momento, no habría actuaciones ni gira. Fermin, en alguna ocasión, declaró que, uno de los motivos para finiquitar Kortatu fue la tremenda presión que había sobre el grupo y las grandes expectativas creadas. Así que cuando Negu Gorriak se pusieron en marcha, los tres miembros originales decidieron tenerlo esta vez todo bajo control.
El grupo se propuso dos objetivos a cumplir durante 1990: editar un sencillo (el resultado fue «Hator, hator» / «Oker dabiltza») y organizar un único concierto coincidiendo con la marcha anual que las Gestoras Pro Amnistía organizaban cada año a la cárcel de Herrera de la Mancha, en la provincia de Ciudad Real. Los miembros del grupo solían acudir otros años a la marcha y en esta ocasión decidieron realizar un vídeo con una o dos canciones, pero al final la idea fue creciendo y terminó convirtiéndose en el primer concierto de Negu Gorriak.
A la marcha acudieron más de 10 000 personas (del País Vasco salieron 215 autocares, además de gente llegada de Andalucía, Madrid, Galicia, Cataluña, Valencia, Asturias e, incluso, una comisión flamenca desde Bélgica)
Una vez que la comitiva llegó a la prisión, comenzaron los mítines políticos, tras los cuales hubo actuaciones del bertsolari Xabier Amuriza, músicos con txalapartas y trikitixas y, en último lugar, la actuación de Negu Gorriak.
Como puesta en escena, el grupo tenía pensado emular a Public Enemy. De la misma forma en que los estadounidenses aparecían en concierto flanqueados por miembros de los Panteras Negras a modo de guardaespaldas, el grupo decidió que ellos estarían flanqueados por varios encapuchados con dos hachas cada uno, que cruzarían emulando el logotipo del grupo. Pero en un control de carretera de la Guardia Civil, les fueron incautadas las hachas, por lo que los encapuchados se limitaron a salir y a cruzar los brazos en alto. Este gesto lo repetiría Fermin en sucesivos conciertos de Negu Gorriak.
Para el concierto contaron con la colaboración al bajo de Mikel «Anestesia», quien entró a formar parte del grupo. La falta de batería la suplieron con ritmos pregrabados y una caja de ritmos.
El grupo interpretó canciones de su álbum de debut además de «Oker dabiltza» («Están equivocados»), en homenaje a Josu Muguruza y el villancico tradicional «Hator, hator» («Ven, ven»).
El concierto fue grabado en vídeo por Manolo Gil y editado en VHS en 1991. El dinero recaudado se donó a las Gestoras Pro Amnistía. En 2005, el vídeo fue editado en formato DVD por el sello Metak como parte de Negu Gorriak: 1990 - 2001.

## Lista de canciones
1. «Esan ozenki» («Grítalo alto»)
2. «Amodiozko kanta» («Canción de amor»)
3. «Raggamuffin jaia» («Fiesta raggamuffin»)
4. «Gaberako aterbea» («Refugio nocturno»)
5. «Oker dabiltza» («Están equivocados»)
6. «Napartheid»
7. «Bertso-Hop»
8. «Hator hator» («Ven, ven»)
9. «Radio Rahim» (videoclip)

## Personal
- Fermin Muguruza: voz.
- Iñigo Muguruza: guitarra.
- Kaki Arkarazo: guitarra.
- Mikel «Anestesia»: bajo
- Manolo Gil: dirección y realización.